# 交通大学体育馆
体育馆位于上海交通大学徐汇校区，为中国高校最早建立的体育馆之一，由交通大学上海学校主任张铸发起并建成于1925年。
该建筑为钢筋混凝土结构，总建筑面积为2,957平方米，共有三层，底层有办公室、浴室、乒乓球室和小型游泳池，二层为室内篮球场，南侧有小型舞台，三层有室内跑道，也可作球赛看台。